# Iouri Zavadski
Pour les articles homonymes, voir Zavadski.
Iouri Alexandrovitch Zavadski (en russe : Юрий Александрович Завадский), né dans l'Empire russe, à Moscou le 30 juin 1894 et mort dans cette ville le 5 avril 1977 , est un acteur et metteur en scène soviétique, également pédagogue.

## Biographie
Zavadski étudie l'art dramatique chez Evgueny Vakhtangov et fait ses débuts d'acteur en 1915 dans son théâtre, tenant le rôle d'Anthony dans la pièce de Maurice Maeterlinck Le Miracle de saint Antoine. Il travaille dans divers théâtres russes avant de passer au Théâtre Mossovet à Moscou en tant que directeur en 1940. Les acteurs les plus célèbres qu'il a dirigé sont Rostislav Pliatt, Faïna Ranevskaïa, Lioubov Orlova et sa femme Vera Maretskaïa.
Il joue dans deux films muets, Aelita de Yakov Protazanov (1924) et Medvezhya svadba (Les Noces de l'ours) (1926) de Konstantin Eggert et Vladimir Gardine.
En 1932-1935, il est directeur artistique du Théâtre de l'Armée rouge.
À partir de 1940, il enseigne à l'Académie russe des arts du théâtre et reçoit le titre de professeur en 1947.
Mort en 1977, Zavadski est enterré au cimetière Vagankovo à Moscou.

## Prix et honneurs
- prix Staline : 1946, pour les adaptations de L'Invasion de Leonid Leonov, Othello de William Shakespeare et Rencontre dans la nuit de Fiodor Knorre (ru)
- Artiste du peuple de l'URSS : 1948
- prix Staline : 1951, pour l'adaptation de Les Aubes sur Moscou d'Anatoli Sourov
- ordre du Drapeau rouge du Travail : 1964
- prix Lénine : 1965, pour l'adaptation de Mascarade de  Mikhaïl Lermontov au Théâtre Mossovet
- Héros du travail socialiste : 1973
- ordre de Lénine : 1945, 1949, 1971, 1973